# F503iS
デジタル・ムーバ F503iS HYPER（デジタル・ムーバ エフ ごー まる さん アイ エス ハイパー）は、富士通製のNTTドコモの携帯電話(mova)端末である。

## 概要
2001年から登場したmova50Xシリーズのマイナーチェンジで最初に登場した。初めて末尾に「S」がついた機種である。
各社がストレート型から折りたたみ型に移行する中、富士通もストレート型をやめ、折りたたみ型に初進出した。本機以降、富士通の50Xシリーズは全て折りたたみ型となっている。
メインディスプレイが4096色低温ポリシリコンTFT液晶になり、従来よりも大幅に見やすくなった、また外側にも、縦長のモノクロ液晶が搭載されている。
絵文字や記号の一覧表示にも対応している。iアプリは最大75件まで保存可能。

## 歴史
- 2001年5月16日　テレコムエンジニアリングセンターによる技術基準適合証明の工事設計認証（工事設計認証番号WAA0124）
- 2001年5月21日　電気通信端末機器審査協会による技術基準適合認定の設計認証（設計認証番号A00-0379JP、J00-0122）
- 2001年8月8日　 SO210iとともにドコモから発表。
- 2001年8月14日　SO210iとともに発売開始。
- 2012年3月31日　movaサービス終了により使用はこの日限りとなる。